# 桜井なお
桜井 なお（さくらい なお、1980年7月1日 - ）は日本の元AV女優。

## 略歴
神奈川県出身。2000年1月28日、宇宙企画の『やっちまえ！』でAVデビューした。

## 出演作品
- やっちまえ!（2000年1月28日、宇宙企画）
- 火の玉FUCK（2000年2月25日、宇宙企画）
- 過剰粘膜（2000年4月28日、トライハートコーポレーション）
- レッグマニア媚脚犯（2000年5月31日、トライハートコーポレーション）

| スタブアイコン | サブスタブ | この項目は、まだ閲覧者の調べものの参照としては役立たない、性風俗関係者に関連した書きかけの項目です。この項目を加筆・訂正などしてくださる協力者を求めています（P:性/PJ:性）。 |